# Ascanius (Schiff)
Die Ascanius (II) war ein 1910 in Dienst gestelltes Passagierschiff der britischen Reederei Blue Funnel Line, das Passagiere und Fracht von Großbritannien nach Australien beförderte. 1949 wurde das Schiff nach Italien verkauft und 1952 verschrottet.

## Geschichte

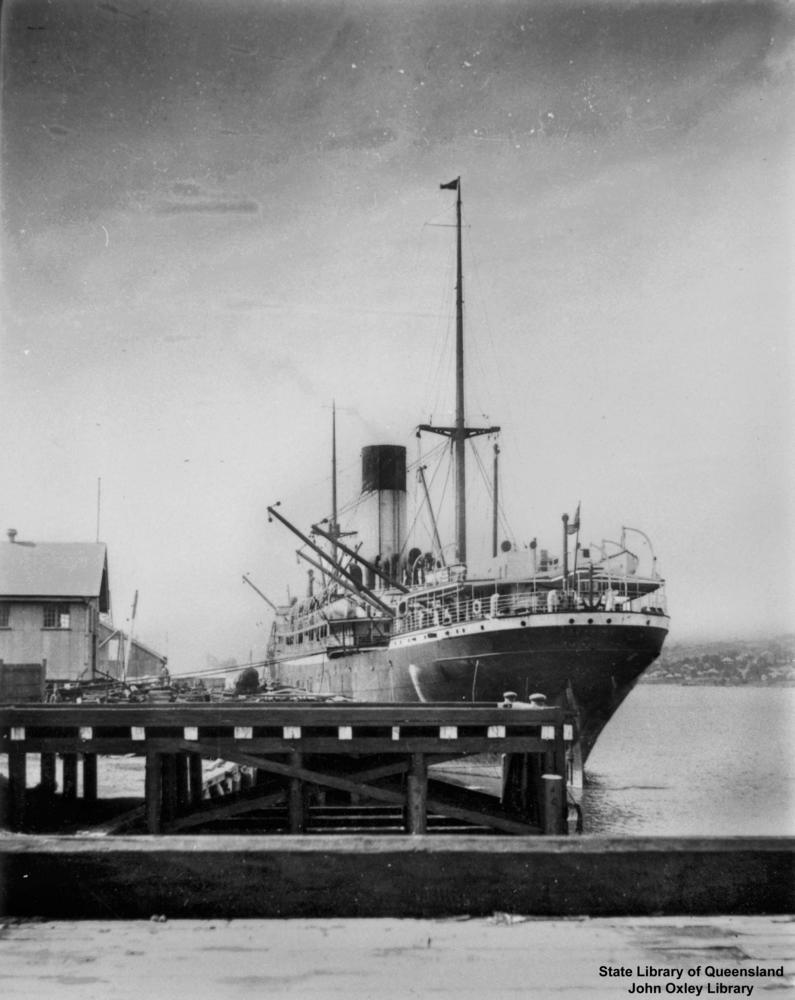
Heckansicht

Das 10.048 BRT große Dampfschiff Ascanius und die beiden baugleichen Schwesterschiffe Aeneas (I) (10.049 BRT) und Anchises (III) (10.046 BRT) waren die ersten Passagierschiffe der Blue Funnel Line. Sie wurden 1908 bei Workman, Clark & Company in Belfast für den Australiendienst der Reederei bestellt und verdrängten jeweils mehr als 10.000 Bruttoregistertonnen (BRT). Sie galten als Pioniere auf der Australienroute. Gemäß den Kriterien des Lloyd’s Register of Shipping waren die drei Dampfer Schiffe der Klasse A.
Das 150,3 Meter lange und 18,4 Meter breite Passagier- und Frachtschiff hatte einen Schornstein, zwei Masten und zwei Propeller und wurde von einer Dreifachexpansions-Dampfmaschine angetrieben, die 641 PS leistete und eine Geschwindigkeit von 14 Knoten ermöglichte. Die drei Schiffe waren jeweils zur Beförderung von 288 Passagieren in der Ersten Klasse ausgelegt. Die Ascanius lief als zweites der drei Schiffe am 29. Oktober 1910 vom Stapel. Am 30. Dezember 1910 legte sie in Glasgow zu ihrer Jungfernfahrt über Liverpool und Kapstadt nach Adelaide, Melbourne, Sydney und Brisbane ab.
Im August 1914 wurde der Dampfer in einen Truppentransporter für die Australian Expeditionary Force umgerüstet und bekam die taktische Kennung A11. 1917 kam die Ascanius unter das Liner Requisition Theme und am 21. August 1920 wieder sie wieder ihren Eignern überstellt. Sie nahm wieder ihren regulären Passagierdienst von Glasgow über Liverpool nach Brisbane auf. 1922 wurde sie modernisierte und ab 1926 beförderte sie nur noch 180 Passagiere der Ersten Klasse. 1940 wurde sie erneut als Truppentransporter angefordert. Am 30. Juli 1944 wurde die Ascanius im Ärmelkanal von U 621 (Oberleutnant zur See Hermann Stuckmann) torpediert, konnte aber aus eigener Kraft Liverpool erreichen und wurde bei Cammell, Laird & Company repariert.
1945 wurde das Schiff zur Beförderung von Displaced Persons von Marseille nach Haifa eingesetzt. 1949 wurde die Ascanius an die Cia de Nav. Florencia in Genua verkauft, in Panama registriert und in San Giovannino umbenannt. Sie sollte im Auswandererverkehr von Italien nach Australien eingesetzt werden, doch dazu kam es nicht. Sie wurde in La Spezia aufgelegt und im März 1952 schließlich verschrottet.